# Croton submetallicus
Espèce
Croton submetallicus est une espèce de plantes à fleurs du genre Croton et de la famille des Euphorbiaceae présente au centre est de Madagascar.
Il a pour synonyme :
- Croton macrochlamys, Baill., 1890